# Thagria
Thagria är ett släkte av insekter. Thagria ingår i familjen dvärgstritar.

## Dottertaxa tillThagria, i alfabetisk ordning[1]
- Thagria aciculara
- Thagria aculeata
- Thagria acuta
- Thagria alaeva
- Thagria albisigna
- Thagria albonotata
- Thagria ampla
- Thagria apiculata
- Thagria aratra
- Thagria argutata
- Thagria bakeri
- Thagria barbata
- Thagria beverlyae
- Thagria bidens
- Thagria bidentata
- Thagria bifida
- Thagria bifurcata
- Thagria bigemina
- Thagria bihasta
- Thagria bilata
- Thagria bilateralis
- Thagria birama
- Thagria bispina
- Thagria biungulata
- Thagria bivalla
- Thagria blockeri
- Thagria boulardi
- Thagria brevis
- Thagria brincki
- Thagria brunnea
- Thagria bryani
- Thagria canifascia
- Thagria capilla
- Thagria capitata
- Thagria captiuncula
- Thagria cardamomi
- Thagria carinata
- Thagria caudata
- Thagria checksettsi
- Thagria cheesmanae
- Thagria cincticula
- Thagria circumcinctus
- Thagria conica
- Thagria coonoorensis
- Thagria cornicula
- Thagria curvatura
- Thagria curvistyla
- Thagria damenglongensis
- Thagria davaoensis
- Thagria dellamayae
- Thagria deltoides
- Thagria digitata
- Thagria dirigens
- Thagria distanti
- Thagria diversa
- Thagria dorothyae
- Thagria elencha
- Thagria elongata
- Thagria elongistyla
- Thagria emeiensis
- Thagria eminentia
- Thagria excavata
- Thagria exilis
- Thagria fabricii
- Thagria fasciata
- Thagria ficta
- Thagria fijianus
- Thagria fossa
- Thagria fossiata
- Thagria fryeri
- Thagria fucosa
- Thagria fuga
- Thagria furcata
- Thagria furculata
- Thagria fuscoscuta
- Thagria fuscovenosa
- Thagria geniculata
- Thagria gibba
- Thagria glabra
- Thagria gladiiformis
- Thagria gracilis
- Thagria grandis
- Thagria hamata
- Thagria hollowayi
- Thagria hongdoensis
- Thagria imputata
- Thagria infula
- Thagria inscripta
- Thagria insolentis
- Thagria introducta
- Thagria janssoni
- Thagria jinia
- Thagria kaloostiani
- Thagria kammi
- Thagria krameri
- Thagria kronestedti
- Thagria lautereri
- Thagria lebes
- Thagria lewisi
- Thagria lisa
- Thagria loae
- Thagria louisae
- Thagria luridus
- Thagria luteifascia
- Thagria luzonensis
- Thagria mamma
- Thagria marcida
- Thagria marilynae
- Thagria marissae
- Thagria marlenae
- Thagria matsumurai
- Thagria melichari
- Thagria minuta
- Thagria morosa
- Thagria multicalcara
- Thagria multipars
- Thagria multispiculata
- Thagria mutabilis
- Thagria normani
- Thagria obrienae
- Thagria ochripes
- Thagria ornata
- Thagria pala
- Thagria paradigitata
- Thagria paraexilis
- Thagria paraloae
- Thagria paraornata
- Thagria pardalis
- Thagria patriciae
- Thagria patruelis
- Thagria peayi
- Thagria pega
- Thagria peravis
- Thagria periserrula
- Thagria perspicuata
- Thagria philagroides
- Thagria philippinus
- Thagria picea
- Thagria projecta
- Thagria pulchella
- Thagria quadrilancea
- Thagria quintata
- Thagria referta
- Thagria retrorsa
- Thagria rima
- Thagria roratus
- Thagria rugosa
- Thagria rutatus
- Thagria sagittata
- Thagria samuelsoni
- Thagria sandakanensis
- Thagria sarawakensis
- Thagria sarcula
- Thagria serrastyla
- Thagria serrata
- Thagria signata
- Thagria similis
- Thagria simulata
- Thagria singularis
- Thagria sola
- Thagria soosi
- Thagria srilankensis
- Thagria stali
- Thagria sticta
- Thagria subnotata
- Thagria sulphureus
- Thagria tenasserimensis
- Thagria thailandensis
- Thagria tingeyi
- Thagria tintinnabula
- Thagria tragulae
- Thagria tridactyla
- Thagria tridentia
- Thagria triementia
- Thagria trulla
- Thagria tuxeni
- Thagria unca
- Thagria uncinata
- Thagria undulata
- Thagria ungulata
- Thagria unidentalis
- Thagria unidentata
- Thagria unidigitata
- Thagria walkeri
- Thagria wallacei
- Thagria wangi
- Thagria vectigalia
- Thagria ventrorecta
- Thagria verticalis
- Thagria vietnamensis
- Thagria williami
- Thagria virginiae
- Thagria vulgaris
- Thagria zauggi
- Thagria zhengi